# 尚布隆
尚布隆（法語：Chamblon）是瑞士联邦西部法语区的沃州下设的一个镇。在行政上属于沃州北汝拉区管辖。尚布隆的总面积为2.86平方公里。截至2010年底，总人口为565。